# Oularbek Tuganbai
Oularbek Tuganbai (ur. 26 października 1980) – kirgiski zapaśnik walczący w stylu wolnym. Zajął siódme miejsce na mistrzostwach świata w 2002. Szósty na mistrzostwach Azji w 2001. Złoty medalista na igrzyskach centralnej Azji w 1999. Wicemistrz świata kadetów w 1996. Trzeci na mistrzostwach Azji juniorów w 1999 roku.